# Сидзуока (город)
Сидзуо́ка (яп. 静岡市 Сидзуока-си, «город Тихий холм») — город, определённый указом правительства Японии, административный центр префектуры Сидзуока. Расположен на северо-западном берегу залива Суруга. Площадь города составляет 1411,82 км², население — 707 119 человек (1 августа 2014), плотность населения — 500,86 чел./км².

## Природа
- Река Абэ

## Административное деление
Современный город разделен на три района:
- Аой-ку на севере;
- Симидзу-ку на востоке (до 2003 года Симидзу был отдельным городом);
- Суруга-ку на юге

## История

### Доисторический период
На территории города существует несколько древних курганов (кофунов). Археологические раскопки показали, что во время периода Яёй, в центральной части современного города существовало крупное поселение.

### Средневековье

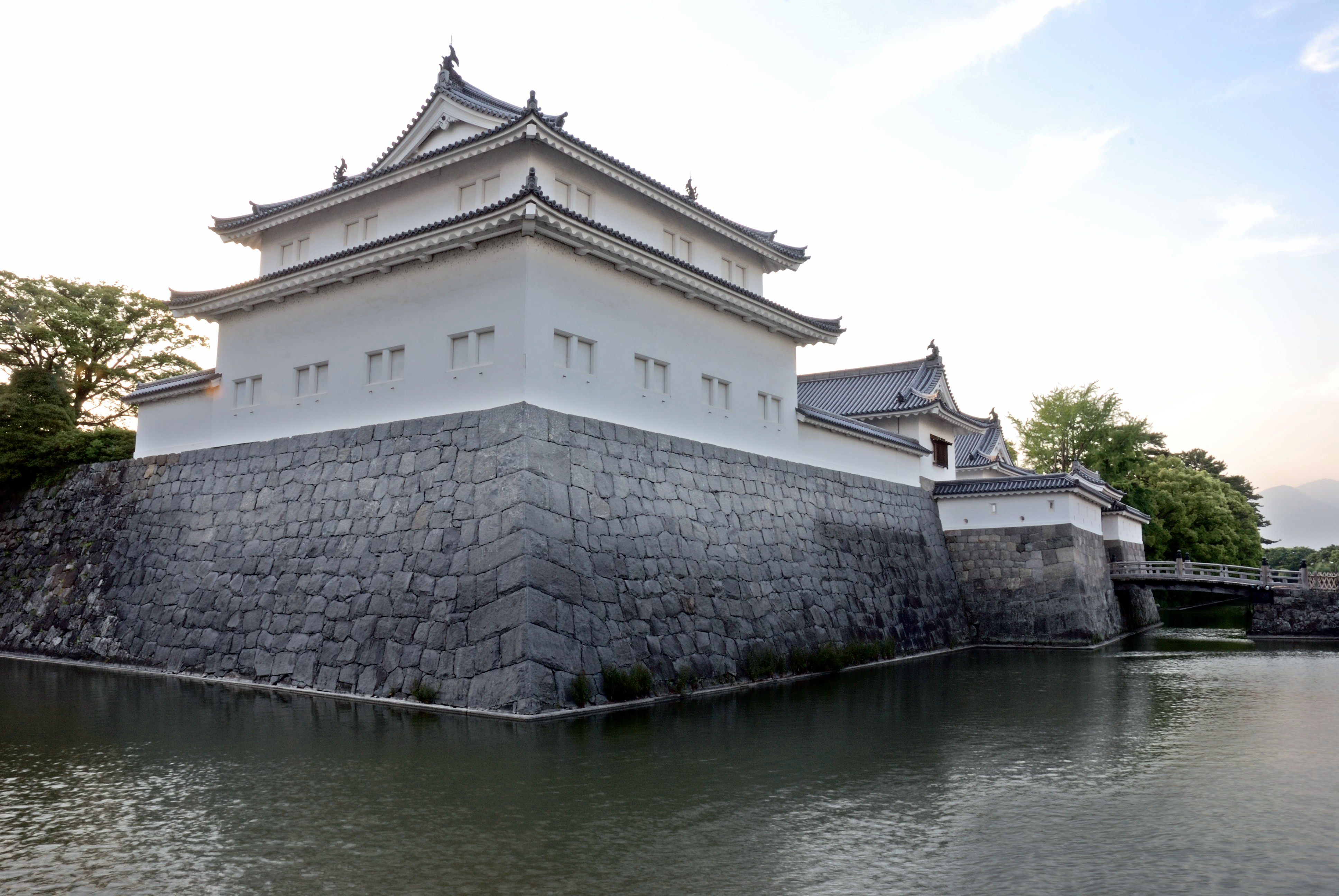
Замок Сумпу

Провинция Суруга появилась в начале периода Нара. Вскоре после этого, между 701 и 710 годом, столица провинции переместилась с восточного берега залива (современный город Нумадзу) на западный. Новая столица получила название Сумпу (яп. 駿府) или Футю (яп. 府中).
Долгое время в Сумпу правил род Имагава. После битвы при Окэхадзама (1560 год) и гибели Имагавы Ёсимото, власть над Суругой и Сумпо перешла к Такэде Сингэн, потом к Токугаве Иэясу (который укрепил город, построив в нём замок), потом к Накамуре Кадзутаде, вассалу Тоётоми Хидэёси. В 1600 году Токугава Иэясу победил клан Тоётоми и вскоре стал единовластным правителем Японии. В 1605 году Иэясу ушел «в отставку» и переехал из Эдо в свой замок в Сумпу. Таким образом, город Сумпу стал тэнрё (непосредственной вотчиной сёгуна).

### Современная история
В 1869 году Сумпу был переименован в Сидзуоку. В 1871 году провинции были переорганизованы в префектуры; появилась современная префектура Сидзуока. В 1889 году селение Сидзуока официально получило статус крупного города (си).
Город потерпел значительные разрушения в результате пожара в 1889 году, землетрясения в 1935 году, очередного пожара в 1940 году и массового налёта американской авиации с зажигательными бомбами в апреле 1945 года.
В 2003 году города Сидзуока и Симидзу слились. В 2005 году Сидзуоку разделили на три района; бывший город Симидзу стал районом Симидзу-ку.

### Интересные факты
Город послужил прототипом для игровой франшизы Silent Hill.

## Экономика
Секторы по трудовой занятости (2004 г.): сфера услуг 73 %; промышленность 26,9 %; сельское хозяйство 0,1 %.
Город известен производством игрушек и моделей для сборки. Известные производители: Tamiya, Aoshima Bunka Kyozai, Hasegawa.

## Города-побратимы
- Дзёэцу (яп. 上越市), Ниигата, Япония[5]
- Канны (фр. Cannes), Франция[6]
- Муроран (яп. 室蘭市), Хоккайдо, Япония
- Омаха (англ. Omaha), Небраска, США
- Стоктон (англ. Stockton), Калифорния, США
- Шелбивилл (англ. Shelbyville), Индиана, США